# عاطف عبید
عاطف عبید (عربی: عاطف محمد عبید؛ ۱۴ آوریل ۱۹۳۲ – ۱۲ سپتامبر ۲۰۱۴) یک سیاست‌مدار اهل مصر بود. وی نخست‌وزیر مصر از تاریخ ۵ اکتبر ۱۹۹۹ تا ژوئیه ۲۰۰۴ به عهده گرفت.